# Bonniers lexikon

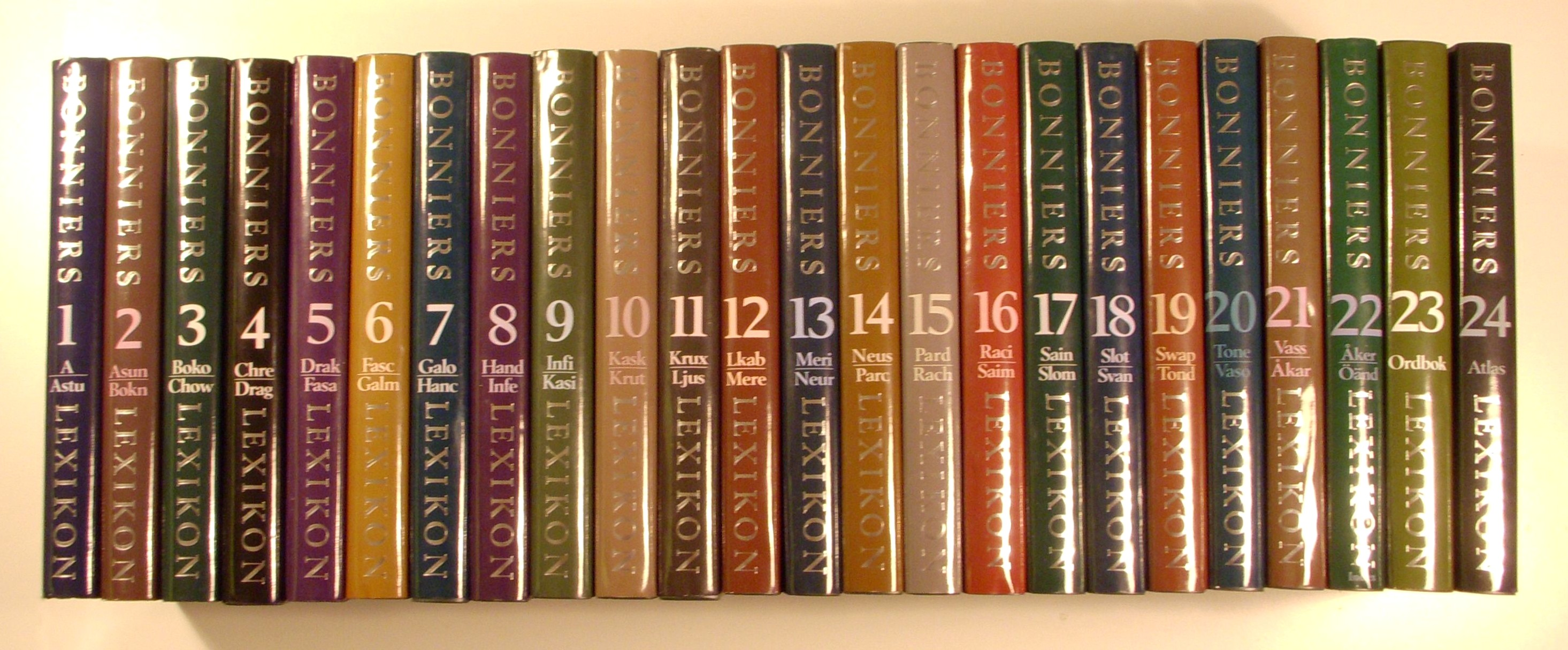
Bonniers lexikon i 24 band avslutat 1998.

Bonniers lexikon är titeln på två svenska uppslagsverk som getts ut av Bonniers:
- Bonniers lexikon (1961–1967) (Äpplet) utkom i 15 band med Uno Dalén som redaktör. Det är ett traditionellt uppslagsverk som innehåller cirka 110 000 artiklar. Det är en grundligt reviderad och moderniserad version av Bonniers konversationslexikon (15 delar, 1937–1950). Guldäpplet på denna utgåva var formgivet av Stig Lindberg.
- Bonniers lexikon (1993–1998) utkom i 24 band. Det togs fram under ledning av Sven Lidman med hans mångåriga kompanjon Ann-Marie Lund som rådgivare och Lena Ahlgren som huvudredaktör. Detta var efter att Lidman förlorat 1987 års statliga upphandling av Nationalencyklopedin (20 delar, 1989–1996) till Bra Böckers Bokförlag. Band 23 innehåller en ordbok och band 24 en atlas.

Trots det större antalet band, är detta ett väsentligt mindre verk än NE med två spalter (NE har tre) och bara 288 sidor i varje band (NE har 650). Det lär ha gått trögt att sälja verket i konkurrens med NE. Enligt Libris-katalogen finns verket vid 11 bibliotek, medan NE finns vid 140.